# Арелатский собор (314)
Арелатский собор (Арльский собор) — собор христианской церкви, созванный в городе Арелат на юге Римской Галлии (ныне Арль, Франция) в 314 году по распоряжению императора Константина I Великого, после того как донатистский клир отказался подчиниться решениям Римского собора (313), и первоначально имел цель добиться объединения обеих церквей. Собор подтвердил решение Римского собора относительно Цецилиана, а также принял 22 дисциплинарных и вероучительных канона, которые, относятся к числу наиболее важных документов раннего церковного законодательства. Арелатский собор был предвестником Первого Никейского собора. Аврелий Августин назвал его вселенским собором.

## История созыва
В 303 году в Римской империи вспыхнули гонения на христиан, одним из элементов которых были сожжения текстов священного писания. Епископ Карфагенский Мензурий, формально исполнил это требования, выдав еретические книги. Однако и это вызвало осуждение наиболее непримиримой части клира и мирян Северной Африки: действиями Мензурия были недовольны многие епископы, особенно из Нумидии. Мензурия и тех, кто пошёл на сотрудничество с властями стали именовать традиторами. На Западе с 305 году, когда августом там стал Констанций Хлор, а цезарем — Флавий Север, христиан уже не преследовали. Последняя мученица в Африке — Криспина — была казнена ещё в 304 году. Тем не менее, начавшийся конфликт продолжался. Ситуация обострилась, когда в 306 году вместо умершего Мензурия избрали диакона Цецилиана. Рукоположение Цецилиана приняли не все: против выступила группа нумидийских епископов, а также многие жители Карфагена, считая его поведения во время гонений предательством, а большая группа христиан, находившихся в тюрьме в Карфагене, отказалась от евхаристического общения с ними. Представители недовольных, почти 70 епископов, организовали в том же 306 году в Карфагене собор, на котором председательствовал Секунд из Тигизи. Цецилиан не явился, и его заочно осудили по двум обвинениям: он был рукоположен в сан традиторами, а раньше, будучи диаконом, не давал проносить еду в темницу к мученикам. В итоге Цецилиана отлучили. Собор избрал альтернативным епископом Карфагена чтеца Майорина.
Почти сразу после победы над Максенцием император Константин проявил интерес к делам Африканских церквей. В начале 313 года в письме проконсулу Анулину император распорядился вернуть христианам собственность, конфискованную в годы гонения. Здесь упоминаются именно христиане Кафолической Церкви, из чего некоторые историки заключают, что император знал о разногласиях в Африке. В марте 313 года в другом письме Константин приказывает Анулину освободить христианских клириков от общественных обязанностей. При этом император делает особое указание: привилегии касаются лишь сторонников Цецилиана. Примерно в то же время Константин написал и самому Цецилиану. Речь шла о выдаче субсидий. Император пишет, что дал указания проконсулу Анулину и заместителю префекта Патрицию следить за противниками Цецилиана. Самого епископа Константин просит: «если ты заметишь людей, упорствующих в этом безумии, то без всяких сомнений обратись к названным судьям и извести их, чтобы подобных людей, следуя моему, лично им данному приказу, они подвергали наказанию». Текст письма не содержит указаний на то, какое именно наказание предполагалось для церковной «оппозиции», но ясно лишь, что уже тогда Константин поддерживал Цецилиана.
Дарование клирикам Цецилиана субсидий и освобождения от службы привели к возмущению со стороны донатистов. Они оказались в менее выгодном положении и, должно быть чувствуя себя незаслуженно обделенными, решили исправить положение. В своей реляции Константину от 15 апреля 313 года Анулин сообщает, что выполнил все требования императора, после чего явились противники Цецилиана. Сопровождаемые толпой народа, они преподнесли проконсулу петицию на имя Константина. Очевидно, в глазах донатистов вопрос имел исключительно светский характер. Собор, собравшийся в Карфагене, уже низложил Цецилиана и решил проблему с точки зрения церковного права. Оставалось лишь сообщить императору, что он поддерживает ложного епископа. Однако император, зная, что именно Цецилиан состоит в общении с Церквами других областей, увидел необходимость в повторном церковном слушании, которое бы показало, кто прав. Весной 313 года противники Цецилиана обратились к императору Константину с просьбой позволить разрешить конфликт епископам Галлии. Но вскоре Майорин умер, а на его место был избран Донат. Сторонников Доната стали называть «группой Доната» (pars Donati) или просто донатистами (donatistae).
Законность поставления епископа Цецилиана подтвердил Римский собор 2-4 октября 313 года в доме Фаусты на Латеране, созванный по указанию императора Константина I Великого. Очень скоро Константин получил как минимум две петиции от донатистов, причем одну поднесли непосредственно императору, другую — викарию Африки Элафию. Недовольные считали, что в Риме присутствовало слишком мало епископов, а обвинения против Цецилиана были плохо изучены. Реакцией императора стал созыв Арелатского собора. Викарий Африки получил приказ обеспечить прибытие представителей сторонников и противников Цецилиана в Арелат к 1 августа 314 года. Это должны были быть епископы из всех африканских провинций: помимо Проконсульской Африки из Бизацены, Триполитании, Нумидии Военной, Нумидии Циртинской, Мавретании Цезарейской и Мавретании Тингитанской. При помощи государственной почты делегациям следовало прибыть в Галлию окружным путем, через Гибралтарский пролив и Испанию. Константин также распорядился, чтобы уезжающие организовали порядок в общинах: из-за отсутствия пастырей не должны начаться волнения.

## Ход собора и определения
1 августа 314 года под председательством Марина Арелатского, около 30 епископов, не считая тех, кто прибыл из Северной Африки, снова осудили донатистов. Сам Сильвестр в Арелат не приехал, а только прислал своих легатов. Как и в случае с Римским собором, акты собора не сохранились, однако сохранилось соборное послание к папе Сильвестру и ряд канонов, принятых в Арелате. В Галлии донатисты, как и на Римском соборе, не смогли обосновать свои обвинения против Цецилиана. Обвиняемого не просто оправдали: в дальнейшем он участвовал в утверждении канонов. Помимо дела Цецилиана собор вынес 23 канонических правила:
| №   | Краткий латинский оригинал                                                           | Перевод на русский | Полный латинский текст | Перевод на русский |
| 1.  | Ut uno die et tempore pascha celebretur.                                             | Что Пасху следует праздновать в один день и в одно время.                                                                                     | De observatione paschaedominici, ut uno die et tempore per omnem orbem observetur et iuxta consuetudinem litteras ad omnes tudirigas. | О соблюдении пасхального воскресенья: чтобы оно соблюдалось в один день и в одно и то же время во всем мире, о чём надлежит разослать послания во все части мира. |
| 2.  | Ut ubi quisque ordinatur, ibipermaneat.                                              | Поставленный на конкретное место там и остаётся.                                                                                              | De his, qui in quibuscumque locis ordinati fuerint ministri, in ipsis locis perseverent. | Что касается тех, кто был рукоположен в качестве служителей в каких-либо местах, пусть они остаются в этих местах. |
| 3.  | Ut qui in pace arma proiciunt, excommunicentur.                                      | Тот, кто сложит оружие (сдастся), отлучается.                                                                                                 | De his, qui arma proiciunt in pace, placuit abstinereeos a communione. | Тех, кто сложит оружие (сдастся), отлучается от причастия. |
| 4.  | Ut aurigae, dum agitant, excommunicentur.                                            | Те, кто водят колесницы (на ипподромах), отлучаются.                                                                                          | De agitatoribus, qui fideles sunt, placuit eos, quamdiu agitant, a communione separari. | О верных, которые водят колесницы (на ипподромах) решено, что они отлучаются до тех пор, пока не прекратят заниматься этим. |
| 5.  | Ut qui in theatris conveniunt, excommunicentur.                                      | Тех, кто в театрах собираются (актёров), отлучать.                                                                                            | De theatricis, et ipsos placuit, quamdiu agunt, a communione separari. | Актёров отлучать до тех пор, пока они не прекратят собираться в театрах. |
| 6.  | Ut in infirmitate conversi manus impositionem accipiant.                             | Отпавших возложением рук принимай. | De his, qui in infirmitate crederevolunt, placuit debere his manum imponi. | О тех, кто отпал, решено принимать через возложение рук. |
| 7.  | De praesidibus, ut cum conscientia episcopi sui communicent.                         | Пресвитеры да уведомляют епископа о своём (общественном) статусе. [То есть, подтверждают факт отсутствия мирских попечений перед хиротонией]. | De praesidibus, qui fideles ad praesidatumprosiliunt, ita placuit, ut, cum promoti fuerint, litteras accipiant ecclesiasticas communicatorias, ita tamen, utin quibuscumque locis gesserint ab episcopo eiusdem loci cura deillisagatur, ut, cum coeperint cumdisciplinapublica agere, tunc demum a communione excluduntur, similiter et dehis fiat, qui rempublicam agere volunt. | О тех, кто выдвигается на руководящие общественные посты, было решено так: если их назначают на этот пост, то они сохраняют церковное общение, однако если они будут рукоположены епископом, сохранив свои общественные функции, то должны быть отлучены, как изъявившие предпочтение светскому, а не церковному. |
| 8.  | Ut ex heresiconversiin trinitate baptizentur.                                        | (Пришедших) из антитринитарных ересей перекрещивать.                                                                                          | De Arrianis, qui propria lege sua utuntur, ut rebaptizentur, placuit. Si ad ecclesiam aliquisde hac heresivenerit, interrogent eos nostraefidei sacerdotes symbolum et, si perviderinteos in patre et filio et inspiritu sancto esse baptizatos, manus eitantum imponatur, ut accipiant spiritum sanctum. Quod si interrogati non responderint hanc trinitatem, baptizentur. | Об арианах, которые перекрещиваются по своему закону. Если кто из сей ереси придет в церковь, то да испросят у них верные священники наш Символ веры, и если увидят, что они крещены во Отца и Сына и Святого Духа, то возложат на них руки, чтобы они могут получить Святого Духа. Если на вопрос о Троице они не ответили, их надлежит крестить. |
| 9.  | Ut qui confessorum litteras portant, alias accipiant.                                | Те, кто получил грамоты об отречении (во время гонений), допускается в общение.                                                               | De his, qui confessorum litteras afferunt, placuit, ut sublatis eislitteris alias accipiant communicatorias. | О тех, которые получили грамоты об отречении, решено, что получивших эти бумаги можно допускать в общение. |
| 10. | Utcuius uxor adulteraverit, ipsealiamnon accipiat.                                   | Тот, у кого жена прелюбодействовала, тот пусть сам не прелюбодействует.                                                                       | De his, qui coniuges suas in adulteriodepraehendunt, et idem suntadolescentes fideles etprohibentur nubere, placuit, ut, quantum potest, consilium eis detur, ne viventibusuxoribus suis, licetadulterisalias accipiant. | Тем, кто уличил свою супругу в прелободеянии, являясь при этом молодым из числа верных, воспрещается заключать новый брак настолько, насколько это возможно, дабы не принимать на себя греха из-за прелюбодеяния их жён. |
| 11. | Ut feminae fideles, quae gentibus se iunxerint, excommunicentur.                     | Верные женщины, которые себя отвергли от общины (церковной), да отлучены будут.                                                               | De puellis fidelibus, quaegentibus iunguntur, placuit, utaliquanto tempore a communione separentur. | О присоединяемых (из ереси) верных девушках было условлено, что они должны быть отделены от общения на некоторое время. |
| 12. | Ut clerici feneratores excommunicentur.                                              | Священники, занимающиеся ростовщичеством, должны быть отлучены.                                                                               | De ministris, qui fenerant, placuit eos iuxta formam divinitus datam a communione abstinere. | О священниках, которые ссужают под проценты, решено постановить, что установленными Богом правилами пренебрегают и достойны быть отлучены от общения. |
| 13. | Ut proditores fratrum vel vasorumseu scripturarum cum verberibus deponantur.         | Тот, кто предал (в руки гонителей) братьев, сосуды или писания, должен быть подвергнут прещениям.                                             | De his, quiscripturas sanctas tradidisse dicuntur vel vasa dominica vel nomina fratrum suorum, placuit nobis, ut quicumque eorum in actispublicis fuerit detectus, verbisnudisab ordine cleri amoveatur. Nam si idem aliquos ordinasse fuerint depraehensi, et sihis, quos ordinaverunt, ratiosubsistit, non tamenillis subsistatordinatio, quoniam multi sunt, qui contra ecclesiasticam regulam pugnare videntur, et per testes redemptos putant se adaccusationem admitti debere, quiomnino non admittantur, nisi, ut supra diximus, actis publicis docuerint omnise suspicione carere. | О тех, которые предали святые писания, или священные сосуды, или имена своих братьев (гонителям), мы постановили, что всякий, кто был уличён в этом, был публично отлучён от общения церковного. Если окажется, что из таких людей был кто-то рукоположен, то надлежит признать его возведение незаконным. Таких людей надлежит допускать к общению только через публичное покаяние о содеянном, чтобы ни у кого не возникало сомнений в их искуплении. |
| 14. | Ut falsi accusatoresfratrum usque ad exitum excommunicentur.                         | Тот, кто клевещет на собратьев, отлучается.                                                                                                   | De his qui falsoaccusant fratres suos, placuit eos usque ad exitum non communicare, sed falsum testem iuxta scripturam impunitum non licere esse. | Относительно тех, кто ложно обвиняет своих братьев, было решено не общаться с ними до конца, ибо по писаниям недопустимо, чтобы лжесвидетель оставался безнаказанным. |
| 15. | Ut levitae non offerant.                                                             | Левиты (дьяконы) да не скитаются без места.                                                                                                   | De diaconibus, quos cognovimusmultis locis offerre, placuit minime fieri debere. | О дьяконах, которых поставляют для нескольких мест служения, мы постановили, что делать сие неприемлемо. |
| 16. | Ut poenitentes, ubi acceperint onerationem, ibi communicent.                         | Те, кто получил наказание, должны получать разрешение от него в одном и том же месте.                                                         | De his qui pro delicto suo a communione separantur, ita placuit, ut in quibuscumque locis fuerant exclusi, eodem loco communionem consequantur. | Что же касается тех, которые за провинность отлучены от причастия, то было решено, чтобы в каких бы местах они ни были отлучены, они должны допускаться до причастия только там. |
| 17. | Ut nullus episcopus alium conculcet episcopum.                                       | Никто из епископов да не притесняет других епископов.                                                                                         | Ut nullus episcoporum alium episcopum conculcet. | Чтобы ни один из епископов не притеснял другого епископа. |
| 18. | Ut diaconus nihil sine presbytero suo agat.                                          | Дьякон да ничего без священника не делает. | De diaconibus urbicis, ut non aliquidper se ibi praesumant, sed honorpresbyterisreservetur. | Дьяконы, пусть даже и городские, да не стремятся по чести быть выше пресвитера. |
| 19. | Ut presbyteri sine conscientia episcoporum suorum nihil faciant.                     | Священники без ведома епископа да ничего не делают.                                                                                           | Etut presbyterisine conscientia episcoporum nihilfaciant. | Пусть священники без ведома епископа ничего да не творят. |
| 20. | Ut peregrino episcopo locus sacrificandi detur.                                      | Епископу, который путешествует, должно предоставляться место для священнодействия.                                                            | Ut peregrino episcopo locus sacrificandi detur. | Епископу, который путешествует, должно предоставляться место для священнодействия. |
| 21. | Ut sine tribus episcopis nullus episcopus ordinetur.                                 | Ни один епископ не может быть рукоположен без трех епископов.                                                                                 | De his, qui usurpant sibi, quodsoli debeantepiscopum ordinare, placuit, ut nullus hoc sibi praesumat, nisi assumptis sibi aliis septem episcopis. Si tamen non potuerintseptem, sinetribus fratribus non audeat ordinare. | О тех, кто пытается, поставив епископа, захватить в свою пользу чужую епархию, решено отныне, что никто не должен творить подобное вне ведома семерых епископов. Если нет возможности созвать семь епископов, то надлежит призвать троих. |
| 22. | Ut clericus alibi transiens excommunicetur.                                          | Клирик, переходящий в другое место, отлучается.                                                                                               | De presbyteris aut diaconibus, qui solent dimittere loca sua, in quibus ordinati sunt, et ad alia loca se transtulerunt, placuit, ut his locis ministrent, quibuspraefixi sunt, quiautem relictis locis suisad alium locum se transferre voluerint, deponantur. | Что касается священников или диаконов, которые имеют обыкновение оставлять места, где их рукоположили, с целью перехода в другую местность, было решено, чтобы они совершали службы на месте поставления. Ушедшего же надлежит извергнуть. |
| 23. | Ut apostatae, qui tardius revertuntur, nisi per dignam poenitentiam non recipiantur. | Не торопиться возвращать отступников, кроме как через их достойное покаяние.                                                                  | De his, qui apostatant, et antequamse ad ecclesiam repraesentant nec quidem poenitentiam agere quaerunt, et postea ininfirmitate arrepti petunt communionem, placuit eis non dandam communionem, nisi revelaverint et egerint dignos fructuspoenitentiae. | Что же касается тех, кто отпал (от Церкви) и по возвращении не принимают на себя церковную епитимию, а потом, охваченные телесной немощью, просят причастия, то о таких было принято не причащать их, если не принесли они достойных плодов покаяния. |

## Итоги и последствия
Решения собора с самого начала не были признаны донатистами, которые тут же оспорили приговор собора, направив петицию императору; Константин же со своей стороны постановил задержать прибывших в Арелат представителей африканской «оппозиции» и направить их ко двору в Августу Треверов. В группе арестованных были епископы Луциан, Капитон, Фиденций, Назутий и пресвитер Маммарий. Также, вероятно, задержали и Доната Карфагенского. Задержание донатистов после Арелатского собора — первый пример использования аппарата насилия по отношению к христианам после 313 года. Одновременно это прообраз изгнания епископов — меры, которую позднее часто применял Константин.
Арльский собор, как и Римский собор 313 года, представлял собой судебное разбирательство, при котором император созывает епископов, утверждает их решение и принимает апелляцию на это решение. Когда же после смерти Константин стал образцом императора-христианина, его политические приемы были унаследованы потомками. Для римских правителей IV—V века именно формат собора станет главным инструментом религиозной политики. Такую форму собрания епископов К. М. Жирарде называет «имперским собором».
Хотя после собора многие из «оппозиции» перешли в лагерь Цецилиана и оставили раскол, донатизм ликвидирован не был и усилиями Доната Великого и его сторонниколв, он укрепился, достигнув пика в 370—380 годы при Пармениане, преемнике Доната. Более того, Донат в 314 году отправил в Рим Виктора из Гарбы для восстановления там «истинного апостольского преемства». Блаженный Августин утверждает, что донатистские епископы были направлены не только в Рим, но и в Испанию. Лишь после Римского собора 386 года все оставшиеся там донатисты присоединились к канонической Церкви.